# Mémorial Gerry Gasparotto
Le Mémorial Gerry Gasparotto est une course cycliste italienne disputée au mois d'avril autour de Schiavon, en Vénétie. 
L'édition 2016 est interrompue puis annulée en raison d'une chute au sein du peloton et d'un manque de personnel médical. Depuis cette date, la course n'est plus organisée.

## Palmarès
| Année | Vainqueur          | Deuxième           | Troisième          |
| ----- | ------------------ | ------------------ | ------------------ |
| 2007  | Gianluca Brambilla | Rafael Infantino   | Fabrizio Galeazzi  |
| 2008  | Damiano Ferraro    | Federico Rocchetti | Alessandro Bisolti |
| 2009  | Paolo Ciavatta     | Andrea Pasqualon   | Derik Zampedri     |
| 2010  | Diego Zanco        | Rafael Andriato    | Enrico Battaglin   |
| 2011  | Patrick Facchini   | Enrico Battaglin   | Stefano Locatelli  |
| 2012  | Edoardo Zardini    | Davide Villella    | Donato De Ieso     |
| 2013  | Simone Andreetta   | Davide Villella    | Andrea Toniatti    |
| 2014  | Simone Andreetta   | Andrea Toniatti    | Iuri Filosi        |
| 2015  | Edward Ravasi      | Giulio Ciccone     | Davide Gabburo     |
| 2016  | annulé             | annulé             | annulé             |